# Jacinto Durante, representante
Jacinto Durante, representante fue una serie de televisión, estrenada por Televisión Española en 2000, y dirigida por Antonio del Real.

## Argumento
La serie narra las peripecias de Jacinto Durante, un mánager artístico que representa a artistas de todo tipo, pero de momento anónimos y con escasas capacidades. Además, Jacinto debe competir con la agresiva Rebeca y conllevar la vida familiar con su esposa María y su suegro Antonio. Finalmente, Isaías es un párroco que siempre aparece en el momento más inoportuno.

## Reparto
- Javier Manrique como Jacinto Durante.
- Juan Luis Galiardo como Isaías.
- Concha Cuetos como Rebeca.
- Luis Fernando Alvés como Ricardo.
- Mónica Pont como Susi.
- Eva Isanta como María.
- Alfonso Lussón como Antonio.
- Tanis de Simón como Toño.
- Pere Ponce como Stravinsky.

## Ficha técnica
- Dirección: Antonio del Real
- Guiones: Alberto Papa-Fragomen, Ángel García Roldán, Juan Bas, Valentín Fernández-Tubau
- Producción: César Benítez, Fernando Quejido
- Música: Pablo Miyar
- Fotografía: Juan Amorós
- Montaje: Miguel Ángel Santamaría
- Dirección Artística: Eduardo Hidalgo
- Diseño de vestuario: Eva Arretxe
- Maquillaje: Mary Luz Cabrer
- Peluquería: Patricia López
- Ayudante de dirección: Manuel L. Cañizares
- Sonido: Manolo Barroso, José Lumbreras, Manolo Rubio

## Curiosidades
- El papel principal iba a ser interpretado por el actor Gabino Diego que, finalmente cedió su personaje a Javier Manrique.[3]

- En cada capítulo se producían cameos de personajes relevantes de la vida política, artística y social de España, como Mariano Rajoy, entonces Ministro de Educación y Cultura, Inocencio Arias, Embajador de España ante la ONU, la periodista Nieves Herrero o el futbolista Míchel.[4]

## Audiencias
En su estreno la serie fue seguida por 3.440.000 espectadores, lo que equivalía al 20,1% de cuota de pantalla.
La serie contó con una media del 16,6% del share.